# روث دين
روث دين (بالإنجليزية: Ruth J. Dean)‏ هي مؤرخة أدبية أمريكية، ولدت في 10 مارس 1902، وتوفيت في 2003.